# HVO brigada Kralj Tvrtko
HVO brigada Kralj Tvrtko je bila vojna zaokružena formacija Sarajevskog HVO-a. Brigada je osnovana 5. prosinca 1992. godine, a naziv je dobila po prvom bosanskom kralju Tvrtku Kotromaniću. U sastav brigade su ušle četiri bojne: Prva bojna Stup-Ilidža, Druga bojna HVO Novi grad, Treća bojna HVO Sarajevo i Četvrta bojna HVO Centar-Stari grad. Sarajevski HVO tj. HVO Brigada Kralj Tvrtko je imala više od 5000 pripadnika i dala je velik doprinos obrani napaćenog Sarajeva, a 102 pripadnika brigade položili su svoje živote za slobodu Sarajeva. Brigada je sudjelovala u nekoliko bitaka: u Pofalićkoj bitci, u bitci za Otes, Hrasno brdo, Stup, Elektrotehničku školu i Dobrinju, a također je držala liniju u sklopu obrane Sarajeva. 
Krajem 1992. i početkom 1993. godine zahlađuju bošnjačko-hrvatski odnosi i dolazi do krvavog sukoba. U Sarajevu ne dolazi do sukoba između Hrvata i Bošnjaka, ali se Sarajevski HVO prisilno ukida. Zapovjedništvo I. korpusa Armije BiH, na sveopće iznenađenje hrvatskih kadrova u Sarajevu, u studenom 1993. godine, priopćilo je odluku o ukidanju Stožera HVO-a Sarajevo i preimenovanju HVO brigade Kralj Tvrtko u Hrvatsku brigadu Kralj Tvrtko, u sastavu tog korpusa Armije Republike Bosne i Hercegovine.

## Formiranje brigade
O nadnevku osnivanja sarajevske HVO brigade Kralj Tvrtko postoje određena nesuglasja, no činjenica je da su neuvezane, općinske HVO postrojbe djelovale od početka travnja 1992. godine. Napori usmjereni na formiranje jedinstvene hrvatske vojne postrojbe, jačine brigade, koja će obuhvatiti gorespomenute postrojbe vezuju se, pak, za sjednicu koju su sazvali članovi Hrvatskog gospodarskog društva (održanu 29. svibnja 1992.), tijekom koje je osnovano Hrvatsko vijeće obrane Sarajevo i imenovano Vijeće HVO-a Sarajevo. Poradi prijepora personalne i koncepcijske naravi, planirana postrojba u punom kapacitetu nije profunkcionirala još nekoliko mjeseci, iako su se na sarajevskoj fronti odvijali dramatični događaji. Ipak, u rujnu je formiran Glavni stožer HVO-a Sarajevo, nakon pada sarajevskog prigradskog naselja Doglodi, većim dijelom naseljenog hrvatskim stanovništvom. 
Tada je imenovano zapovjedništvo u sastavu:
- Vladimir Šaf, v.d. zapovjednik HVO-a Sarajevo,
- Dragan Pinjuh, dozapovjednik Gradskog stožera HVO-a Sarajevo,
- Vinko Bošnjak, v.d. načelnik Gradskog stožera HVO-a Sarajevo.
- Zapovjedništvo brigade HVO "KRALJ TVRTKO "
- Zapovjednik brigade : Ivan Vulić
- Načelnik stožera brigade: Franjo Talijančić

Iako su formiranje zajedničkog stožera toplo pozdravile sve hrvatske strukture u gradu, proći će još neko vrijeme do konačnog uvezivanja općinskih HVO-a u brigadu, tako da se o zaokruženoj vojnoj formaciji može govoriti od 5. prosinca 1992. godine. U sastav novoosnovane brigade su ušle sljedeće bojne:  Prva bojna Stup-Ilidža, Druga bojna HVO Novi grad, Treća bojna HVO Sarajevo i Četvrta bojna HVO Centar-Stari grad.
Kao posebna organizacijska jedinica formirano je i učilište HVO sa zapovjednikom Kudeljnjak Stjepanom te dozapovjednikom Zlatkom Pavao Lučićem, kroz koje su prolazili svi bojovnici koji su kasnije raspoređivani u formacijski sastav brigade
Kako su u to vrijeme komunikacije s glavnim stožerom HVO bile otežane formacija HVO Sarajevo je odobrena tek 31. ožujka 1993. godine, a HVO Sarajevo preimenovan u OG Sarajevo u sastavu OZ Srednja Bosna.
Odlukom Predsjedništva HZHB za zapovjednika operativne grupe Sarajevo imenovan je Vladimir Šaf.
Izvršeno je i preimenovanje brigade pa je predloženi naziv "Vrhbosna" promijenjen u "Kralj Tvrtko"
Za Predsjednika HVO Sarajevo imenovan je g.Slavko Zelić, a za prvog zapovjednika brigade g.Ivan Vulić.    
Zapovjedništvo brigade Kralj Tvrtko u sastavu :
- zapovjednik brigade Slavko Zelić (Ivan Vulić)
- načelnik stožera brigade Ivan Vulić (Franjo Talijančić)

## Bitke
HVO Brigada Kralj Tvrtko je sudjelovala u nekoliko bitaka: u Pofalićkoj bitci, u bitci za Otes, Hrasno brdo, Stup, Elektrotehničku školu i Dobrinju. Držala je liniju u sklopu obrane Sarajeva, a 84 pripadnika brigade položilo je svoje živote za slobodu Sarajeva.

### Otes (početak prosinca 1992.)
U obrani sarajevskog prigradskog naselja Otes, većinski naseljenog hrvatskim stanovništvom, sudjelovale su sljedeće postrojbe: postrojba HVO-a jačine bojne, kojom je zapovijedao na IZM Franjo Talijančić, Specijalna postrojba MUP-a i Treća motorizirana brigada Armije BiH. Kombinirani napadaj je počeo 1. prosinca iz tri pravca, uz snažnu topničku i tenkovsku potporu koja je kontinuirano trajala i idućih dana.  Nepovoljan teren, nedostatak materijalno-tehničkih sredstava, ali i taktički propusti, učinili su obranu izuzetno teškom, no crta je nekoliko dana održana stabilnom, čak su u nekim momentima branitelji preuzimali inicijativu. Ipak, 7. prosinca 1992. godine, po već viđenom scenariju iz bitke za Doglode, Otes je pao.

### Stup
Prvi napadi srpskih postrojbi na postrojbe Hrvatskog vijeća obrane, na crti bojišnice na Stupu, odvili su se 13. rujna 1992. Prva bojna Stjepan Tomašević HVO iz Novog Sarajeva je bila upućena u obranu tog prostora. U obranu se uključio i dio 101. bojne HOS-a pod zapovjedništvom Ivice Bajkuše. Hrvatske postrojbe su u obrani vršile koordinaciju s postrojbama Armije BiH. Hrvatske snage bile su brojčano i oružjem slabije od srpskih napadača. Krajem prosinca 1992., srpske snage su u potpunosti okupirale Stup.

## Kronologija ratnih događanja

### 1992.
- ožujak
  - 2. ožujka - Postrojbe JNA se raspoređuju i blokiraju prometnice diljem Bosne i Hercegovine, te dijele oružje Srbima. Maskirani i naoružani ekstremni pripadnici SDS-a i JNA blokirali Sarajevo. Postavljene barikade u gradu, a prilazi gradu su blokirani.
  - 15. ožujka - Vodstvo HDZ-a BiH, nakon sjednice Glavnog odbora u Bugojnu, preuzima prof. dr. Milenko Brkić.
- travanj
  - Otvorena stara groblja: Lav, Sveti Josip i Sveti Marko za pokope umrlih i poginulih, a pomoćni stadion na Olimpijskom stadionu Koševo pretvoren u groblje
  - 3. travnja - Zajedno s JNA, Srbi su nakon dvodnevnih borbi osvojili Bijeljinu. Snage JNA zauzele rezervoar Mojmilo u Sarajevu.
  - 5. travnja - Mirne demonstracije građana (između dvije i tri tisuće) ispred zgrade Skupštine. Pale prve žrtve na mostu Vrbanja - Suada Dilberović i Olga Sučić. Napadnuta Policijska akademija na Vracama.
  - 8. travnja - HDZ BiH osnovao Hrvatsko vijeće obrane (HVO), kao vrhovno tijelo obrane hrvatskog naroda u Bosni i Hercegovini. Predsjedništvo Republike Bosne i Hercegovine proglašava neposrednu ratnu opasnost,
  - 9. travnja - Srpske snage zauzele Kupres.
  - Oko 300 građana napušta Sarajevo uz pomoć Židovske općine, a JNA i srpski dobrovoljci patroliraju Grbavicom
  - 11. travnja - Sve parlamentarne stranke, uključujući SDS, potpisale Deklaraciju o jedinstvenom Sarajevu.
  - 13. travnja - Teritorijalna odbrana postavila kontrabarikadu na ulazu u tunel Lapišnica. Vehbija Karić napustio JNA. Vojnici JNA pucali iz vojarni "Maršal Tito i "Viktor Bubanj".
  - 30. travnja - Dobrinja potpuno blokirana; nitko iz nje ne može izaći, niti se u nju može ući. JNA proglašena okupatorskom vojskom na teritoriju Bosne i Hercegovine.
  - 21. travnja -  Srpske postrojbe potpuno su opkolile Sarajevo, a Sarajevo je u blokadi ostalo sve do 29. veljače 1996. godine.
- svibanj
  - 2. svibnja - Uhićen Alija Izetbegović, predsjednik Predsjedništva BiH od strane JNA na sarajevskom uzletištu.
  - Sukob između JNA i Teritorijalne obrane na Skenderiji. Zapaljena Glavna pošta na Obali.
  - 4. svibnja - Predsjedništvo Republike Bosne i Hercegovine proglasilo SRJ agresorom i zatražilo međunarodnu vojnu pomoć.
  - 17. svibnja - Srpske snage i JNA pokušavaju podijeliti Sarajevo na dva dijela linijom Pofalići - vojarna "Maršal Tito" - Most "Bratstvo-jedinstvo" – Grbavica
  - 18. svibnja - Prekinute brzoglasne veze Sarajeva s ostatkom svijeta.
  - 19. svibnja - Hrvati iz naselja Pofalići srpskim snagama nanijeli velike gubitke, kako u ljudstvu, tako i u vojnoj tehnici.
  - Na Ilidži stopiran konvoj s 500 žena i djece.
  - 20. svibnja - Zapaljena Športska dvorana "Zetra".
  - 22. svibnja - BiH i Republika Hrvatska postale punopravne članice OUN-a. 113 mentalno zaostalih pacijenata napustilo bolnicu Jagomir.
  - 26. svibnja - Granatirano rodilište "Zehra Muhović"
  - 27. svibnja - Masakr u ulici Vase Miskina, tri granate ispaljene iz pravca Borija usmrtile 19, a ranile 157 ljudi.
  - 29. svibnja - Utemeljen HVO Sarajevo. Utemeljen HVO Općine Novo Sarajevo
- lipanj
  - JNA napustila vojarnu "Maršal Tito".
  - 4. lipnja - Službeno utemeljen HVO općina Stari grad i Centar
  - 7. lipnja - Počela operacija Lipanjske zore s ciljem oslobađanja doline Neretve.
  - 15. lipnja - Odlukom broj 345, za predsjednika HVO-a Sarajevo imenovan pravnik Velimir Marić, za zapovjednika Danko Uspor, za zamjenika zapovjednika Benjamin Govorušić, te za načelnika stožera Marinko Pejić.
  - 18. lipnja - Vijeće HVO-a Sarajevo reagiralo na odluku broj 345 od 15. lipnja 1992.,  uputivši pismo predsjedniku Hrvatske zajednice Herceg-Bosne Mati Bobanu, u kojem se traži verifikacija i legalizacija vodstva HVO-a za grad Sarajevo, izabranog na Osnivačkoj skupštini
  - 20. lipnja - Predsjedništvo BiH proglasilo ratno stanje, opću mobilizaciju i radnu obvezu i kao agresora imenovalo Srbiju i Crnu Goru, bivšu JNA i ekstremni dio SDS-a.
  - 25. lipnja - Glavni stožer HVO-a HZ Herceg-Bosne pozitivno odgovorio na prijedloge Vijeća HVO-a Sarajevo, iznesene u pismu upućenom Mati Bobanu. Odlukom broj 382,  verificirano je i legalizirano izabrano vodstvo HVO-a Sarajevo, na čelu s Marinkom Pejićem, te stavljena izvan snage ranije donesena odluka broj 345, od 15. lipnja 1992. godine.
  - 26. lipnja - Završena združena akcija HVO-a, HV-a i HOS-a Lipanjske zore. Oslobođena područja: Mostara, Čapljine i Stoca, a njome su spriječeni napadi srpskog agresora na Južnu Dalmaciju.
  - 28. lipnja - François Mitterrand posjetio Sarajevo. Otvoren humanitarni zračni most. Granatirano "Oslobođenje". Prekinuta isporuka vode s vodovoda Bačevo.
- srpanj
  - 4. srpnja - Sastali su se predsjednik Vlade BiH Jure Pelivan, predsjednik Skupštine BiH Mariofil Ljubić, ministar obrane BiH Jerko Doko, glavni tajnik HDZ-a BiH Ivan Markešić, predsjednik HVO-a Sarajevo Marinko Pejić, zapovjednik HVO-a Sarajevo (Čengić-Vila) Zdravko Cvitanušić, predsjednik HKD "Napredak" Franjo Topić, Pero Sudar, književnik Ivan Lovrenović i Jozo Leutar. Teme sastanka bile su odnos HVO-a Sarajevo s ostatkom HVO-a Herceg-Bosne, odnos HVO-a Sarajevo s Teritorijalnom obranom Republike Bosne i Hercegovin (TO) te odnos HVO-a HZ Herceg-Bosne i TO RBiH.
  - 5. srpnja - Predsjedništvo Hrvatskog vijeća obrane Sarajevo izdalo službeno priopćenje za javnost, u kojem je predstavilo ciljeve i borbe HVO-a protiv agresora na cijelom području Bosne i Hercegovine, kao odgovor na zlonamjerne medijske napise.
  - 7. srpnja - Europska zajednica je priznala Bosnu i Hercegovinu, na temelju rezultata referenduma.
  - 13. srpnja - Utemeljen HVO Hrasnica na inicijativu hrvatskih građana koji žive na području Hrasnice i Sokolovića.
  - 15. srpnja - S ciljem određivanja strategije djelovanja u ratnim okolnostima, na sarajevskoj Bogosloviji upriličen je sastanak predstavnika hrvatskih društava.
  - 17. srpnja - Napadnuto Aerodromsko Naselje u Sarajevu. Granatirani tramvaji.
  - 19. srpnja - HVO sa Stupa je priopćio da su njihovi čelnici toga dana fizički napadnuti od strane Vojne policije Armije BiH.
  - 21. srpnja - Armija BiH krenula u akciju razbijanja agresorskih snaga u Nedžarićima, koja nije okončana uspjehom. Na kolegiju GŠ kao jedan od razloga za neuspjeh ove akcije navodi se neblagovremno uključenje snaga HVO-a Velimira Marića.
  - 23. srpnja - Povodom nesporazuma koji su se javili u odnosima Hrvatskog vijeća obrane i Armije Republike Bosne i Hercegovine, na Stupu je održan sastanak između najviših dužnosnika HVO-a Stup i predstavnika GŠ Armije BiH.
  - 27. srpnja - Potpisan Sporazum o prijateljstvu i suradnji između RH i BiH, s ciljem organiziranja zajedničke obrane od srpske agresije i zbrinjavanju izbjeglica i prognanika iz BiH u Hrvatskoj.
  - 28. srpnja - Uništena i opljačkana Tvornica UNIS, šteta 700 milijuna konvertibilnih maraka.
  - 30. srpnja - Zapovjednik specijalnih postrojbi Armije BiH Juka Prazina izdao zapovijed kojom je zabranio izlaz iz Sarajeva i postavio barikade prema Stupu.
  - 31. srpnja - Sarajevsko Oslobođenje informiralo javnost o dolasku bojovnika HVO-a Sarajevo na područje Dobrinje.
- kolovoz
  - Napadnut konvoj s bebama iz Doma za nezbrinutu djecu "Ljubica Ivezić". Zapaljen Hotel "Europa".
  - 1. kolovoza - HVO Novi Grad počinje samostalnu djelatnost na području matične općine, iako je formiranje postrojbi započelo u srpnju 1992. godine, kada HVO Novi grad djeluje u sastavu HVO-a Općine Novo Sarajevo. Za predsjednika izabran Vencel Lasić.
  - 6. kolovoza - Prvi ozbiljniji pokušaj ARBiH deblokiranja Sarajeva. Operacija Jug napadaju agresora u i izvan grada.[5]
  - 11. kolovoza - U Busovači je održana tiskovna konferencija HVO-ove operativne zone Srednja Bosna, na kojoj su na pitanja novinara odgovarali dopredsjednik HZ Herceg-Bosne Dario Kordić, tajnik HZ Herceg-Bosne Ignac Koštroman, zapovjednik HVO-ove operativne zone Srednja Bosna Tihomir Blaškić, zapovjednik HVO-a u Kiseljaku Ivica Rajić, predstojnik odjela za gospodarstvo HZ Herceg-Bosne Marinko Bošnjak i časnik IPD Ante Valenta.
  - 11. kolovoza - Upad bojovnika Juke Prazine na Otes iskomplicirao situaciju na terenu.
  - 12. kolovoza -  Snage Juke Prazine napustile Stup i situacija se postupno vratila u redovne okvire
  - 13. kolovoza - Agresorski protunapad zbog operacije Jug. Srbi su žestoko napali Stup čije su obrambene crte zajedno držale ARBiH, HVO i HOS.[5]
  - 18. kolovoza - Predsjednik Predsjedništva RBiH Alija Izetbegović u svom je uredu primio delegaciju HVO-a Sarajevo, na čelu s njenim predsjednikom Marinkom Pejićem.
  - 23. kolovoza - U Grudama potpisan sporazum između predsjednika Hrvatske zajednice Herceg-Bosne Mate Bobana i načelnika Glavnog stožera HOS-a Ante Prkačina, koji je rezultirao, de facto,  raspuštanjem HOS-a.
  - 25. kolovoza - Zapaljena Nacionalna knjižnica "Vijećnica".
  - 29. kolovoza - U priopćenju za javnost HVO sa Stupa izrekao svoje stajalište o postavljanju hrvatskih kadrova u redove Armije Republike Bosne i Hercegovine.
- rujan
  - 4. rujna - Odjel za obranu Hrvatske zajednice Herceg-Bosne donio je Odluku broj 03-35/92 o formiranju jedinstvenog Gradskog stožera HVO-a Sarajevo, prema kojoj se Velimir Marić imenuje za predsjednika HVO-a Sarajevo, Marinko Pejić za zapovjednika Gradskog stožera HVO-a Sarajevo, a Danko Uspor za dozapovjednika Gradskog stožera HVO-a Sarajevo. Ovom odlukom, koju je potpisao predstojnik Odjela obrane Hrvatske zajednice Herceg-Bosne Bruno Stojić, sva dotadašnja imenovanja na navedena mjesta stavljena su izvan snage
  - 13. rujna - Napadi na sarajevsko prigradsko naselje Stup. Liniju drže HVO, HOS i Armija BiH.
  - 14. rujna - Sarajevsko Oslobođenje je objavilo informaciju Glavnog štaba Armije Republike Bosne i Hercegovine o jakom pješačkom napadu četničkih snaga na Doglode.
  - 20. rujna - Srpske snage zauzimaju sarajevsko prigradsko naselje Doglodi, većim dijelom naseljenog hrvatskim stanovništvom.
- listopad
  - 6. listopada - Srpske snage zauzele Bosanski Brod.
  - 9. listopada - Prekinut dovod plina u grad Sarajevo.
  - 23. listopada - Počeo Bošnjačko-hrvatski sukob, prvo u Rami, a poslije i u ostalim područjima u dolini Neretve te dolini Lašve i Srednjoj Bosni.
  - 24. listopada - Milenko Brkić daje ostavku na mjesto predsjednika HDZ-a BiH.
  - 29. listopada - Srpske snage zauzele Jajce. 40 000 Hrvata i Bošnjaka iz Jajca bježi u pravcu Travnika.
- studeni
  - 14. studenog - Na II. Općem saboru HDZ u Mostaru, za predsjednika HDZ-a BiH je izabran Mate Boban, koji je uz to već tada bio predsjednik Hrvatske zajednice Herceg-Bosne i vrhovni zapovjednik Hrvatskog vijeća obrane.
- prosinac
  - 1. prosinca - Na sarajevskim ratištima Otesu, Doglodima i Sokolju su započele žestoke borbe. Srpske snage su na položaje branitelja krenule jakim oklopno – mehaniziranim pješačkim snagama, a najpaklenije je bilo u Otesu
  - 7. prosinca - Nakon šestodnevnih borbi, Otes pada u srpske ruke.
  - 29. prosinca - Predstojnik odjela obrane Herceg-Bosne Bruno Stojić, Odlukom broj 03-292/92, imenovao je zapovjedništvo HVO-ove brigade Kralj Tvrtko Sarajevo. Za zapovjednika imenovan Slavko Zelić, tadašnji v.d. predsjednika HVO-a Sarajevo, a za načelnika Ivan Vulić.

### 1993.
- siječanj
  - 2. siječnja - U Genevi je Vance-Owenovim mirovnim planom predložena unutarnja podjela Bosne i Hercegovine na 9 provincija (kantona) uz posebno područje Sarajeva (kao deseta provincija), koje ne bi bile međunarodni pravni subjekti. Hrvatima je najbolje odgovarao ovaj mirovni prijedlog, pa su ga i odmah prihvatili.
  - Pri Uredu za društvene djelatnosti, pravosuđe i upravu HVO-a Sarajevo formiran je Odjel za šport
  - Nastavljeni sukobi između Armije BiH i HVO-a u Uskoplju, Busovači, Kiseljaku, Prozoru i Zenici.
  - 8. siječnja - U UNPROFOR-ovom transporteru ubijen potpredsjednik Vlade BiH Hakija Turajlić.
  - 15. siječnja - Poginulo osam, a ranjeno 20 ljudi u redu za vodu kod Sarajevske pivovare
  - 15. siječnja - Ministar obrane BiH, političar iz HDZ-a Božo Rajić, naredio je svim postrojbama Armije BiH u predviđenim hrvatskim provincijama da se podrede zapovjedništvu HVO-a, a svim postrojbama HVO-a u muslimanskim provincijama da priznaju zapovjedništvo Armije BiH; muslimanska strana to nije prihvatila.
- veljača
  - 15. veljače - Civilna zaštita postavila kontejnere ispred Gradske bolnice, kako bi zaštitila građane od snajpera
- ožujak
  - Nastavljeni sukobi između Armije BiH i HVO-a u Konjicu i Jablanici.
  - 13. ožujka - Organiziran turnir u malom nogometu od strane Odjela za šport Hrvatskog vijeća obrane Sarajevo
- travanj
  - U travnju 1993. godine Slavko Zelić službeno je od Glavnog stožera HVO-a imenovan za predsjednika HVO-a Sarajevo, a Vladimir Šaf za zapovjednika HVO-a Sarajevo. Također je i verificirano i legalizirano Predsjedništvo HVO-a Sarajevo od strane Glavnog stožera HVO-a. Postavljeno zapovjedništvo brigade Kralj Tvrko sarajevskog HVO-a: zapovjednik brigade Ivan Vulić, načelnik stožera brigade Franjo Talijančić.
  - Bošnjaci optužili su HVO u Hercegovini da (usprkos tomu što je dobio svoj dio) zadržava kamione s oružjem za Armiju BiH, koja je bila pod žestokim napadima srpskih postrojbi.
  - 12. travnja - Hrvatski intelektualci koji su ostali živjeti u Sarajevu, okupljeni oko Katoličke crkve, formirali su u Sarajevu Hrvatsku seljačku stranku BiH.
  - Nastavljeni sukobi između Armije BiH i HVO-a u dolini Lašve i Srednjoj Bosni.
  - 14. travnja - Stanko Slišković, Fikret Muslimović i Stjepan Šiber sastali se s čelnicima sarajevskog HVO-a, s ciljem uvezivanja HVO-ove brigade Kralj Tvrtko u sustav obrane i zajedničke borbe.
  - 18. travnja - Susreti Izetbegovića i Bobana u Zagrebu nisu doveli do prekida bošnjačko-hrvatskog sukoba.
- svibanj
  - 15. svibnja - Susreli se predstavnici Hrvatske seljačke stranke Bosne i Hercegovine i HVO-a Sarajevo.
  - 29. svibnja - Godišnjica osnutka HVO-a Sarajevo obilježena je brojnim športskim susretima. U organizaciji Odjela za šport HVO-a Sarajevo upriličeni su turniri u odbojci, boćanju i šahu
  - 30. svibnja - počeo bošnjačko-hrvatski sukob u Mostaru.
- lipanj
  - 7. – 10. travnja - Armija BiH ovladala je Travnikom, koji je prema Vance-Owenovom planu trebao biti središte jedne od triju hrvatskih provincije.
  - 8. lipnja - Rasim Delić postao zapovjednik Armije BiH.
  - 15. lipnja - U vojarni HVO-a Sarajevo održana prigodna svečanost povodom završetka tečaja osposobljavanja 3. klase zapovjednika desetina i 1. klase novaka.
  - Nakon sukoba na području općine Kakanj između HVO i Armije BiH, ubijeno preko 60 civila hrvatske nacionalnosti, dok je protjerano oko 15 tisuća Hrvata, koji su se u zbjegu planinskim putem uputili u pravcu Vareša.
  - 16. lipnja - Čitavo Sarajevo ostalo bez struje. Takvo stanje trajalo je puna 53 dana.
- srpanj
  - 12. srpnja - Na Dobrinji, u redu za vodu, ubijeno 13, a ranjeno 15 civila
  - 25. srpnja - Svečanost u povodu obljetnice postrojbe HOS-a u Sarajevu.
  - 26. srpnja - Armija BiH porazila je HVO i ovladala Bugojnom. 12 000 Hrvata su protjerano iz općine.
- kolovoz
  - 20. kolovoza Predstavljen je tzv. Owen-Stoltenbergov mirovni plan za BiH, koji se udaljio od prvotnih načela (cjelovitost, nepriznavanje etničkoga čišćenja i vojnih osvajanja). Po etničkom principu predviđena je labava tročlana Unija Republika BiH (3 autonomne etničke republike), kojom bi Srbi zadržali najveći dio okupiranoga teritorija (49,1 %); Bošnjacima bi pripalo 33,3 %, a Hrvatima 17,6 % teritorija. Plan nije prihvaćen.
  - 21. – 22. kolovoza - Glavni štab Armije BiH predočio je svoj plan vojne akcije "Neretva '93.", s ciljem prodora dolinom Neretve i uništenja HVO-a u Hercegovini.
  - 28. kolovoza - U Grudama uspostavljena i proglašena Hrvatska Republika Herceg-Bosna
  - 29. kolovoza - Viktor Jakovich, veleposlanik Sjedinjenih Američkih Država u BiH, sa suradnicima posjetio HVO-a Sarajevo.na kojem su bili prisutni Predsjednik HVO Sarajevo Slavko Zelić i načelnik brigade Kralj Tvrtko Franjo Talijančić
- rujan
  - 7. rujna - Hrvatska gospodarska zbornica, na sastanku koji održan u prostorijama Bogoslovije u Sarajevu, predložila je formiranje Koordinacionog tijela, koje bi imalo devet članova
  - 7. rujna - Hrvatski Sabor izglasao je amandman u kojem se naglašava da se interesi Hrvata u BiH ne ostvaruju isključivo u zapadnoj Hercegovini, nego i u ostalim dijelovima BiH. Prema popisu iz 1991. od ukupnoga broja Hrvata u BiH (755.895), više od 2/3 živjelo je izvan zapadne Hercegovine.
  - 10. rujna - Na sastanku predstavnika hrvatskih institucija utemeljena je Koordinacija hrvatskih institucija, sa zadaćom da se provodi,  na tom sastanku postignuti, Dogovor o međusobnoj suradnji.
  - 15. rujna - Sazvan sastanak svećenika na Bogosloviji u Sarajevu. Jedna od tema bila je i HVO Sarajevo. Prvi službeni sastanak koordinacionog odbora hrvatskih institucija
  - 20. rujna - Naziv Hrvatski koordinacijski odbor usvojen je na sastanku održanom u Bogosloviji.
  - 27. rujna - U Velikoj Kladuši proglašena je Autonomna pokrajina Zapadna Bosna. Počinju sukobi među Bošnjacima u zapadnoj Bosni (Armija BiH držala je Bihać i Cazin).
  - 28. rujna - Predstavnici HKO-a sastali se povodom sudjelovanja hrvatskih predstavnika na Saboru Bošnjaka.
- listopad
  - 4. listopada - Predsjedatelj Predsjedništva Bosne i Hercegovine, Alija Izetbegović primio je predstavnike Hrvatskoga koordinacionog odbora.
  - 25. listopada - HVO Brigada Kralj Tvrtko podnijela zahtjev da preuzme liniju na Stupu i u Azićima, u sklopu obrane Sarajeva.
  - Armija BiH protjeruje Hrvate iz Kaknja. 15 000 kakanjskih Hrvata pronalazi utočište u Varešu.
- studeni
  - UNPROFOR preuzeo kontrolu nad vodovodima Bačevo i Butile.
  - 2. studenog - Armija BiH zauzima Vareš u kojem je tada boravilo 37 000 Hrvata. Dolazi do masovnog izgona Hrvata.
  - 6. studenog - Specijalne postrojbe MUP i Vojne policije Prvog korpusa Armije BiH upale u vojarnu sarajevskog HVO-a u školi Alija Alijagić, u prostorije Glavnog stožera HVO-a Sarajevo i sjedište Vojne policije HVO-a Sarajevo.[6]
  - Zapovjedništvo I. korpusa Armije BiH, na sveopće iznenađenje hrvatskih kadrova u Sarajevu,  priopćilo odluku o ukidanju Stožera HVO Sarajevo i formiranju Hrvatske brigade Kralj Tvrtko, u sastavu tog korpusa Armije BiH.[7]

## Vanjske poveznice
- Dokumentacijski centar Domovinskog rata Kronologija Domovinskog rata